# Liste des titres musicaux numéro un en France en 1977
Cette page liste les singles classés n°1 des ventes de disques en France durant l'année 1977.

## Numéros un par semaine

### Classement des chansons
| Semaine | Sortie       | Artiste           | Titre                         |
| ------- | ------------ | ----------------- | ----------------------------- |
| 1       | 1er janvier  | Boney M           | Daddy Cool                    |
| 2       | 8 janvier    | Boney M           | Daddy Cool                    |
| 3       | 15 janvier   | ABBA              | Money, Money, Money           |
| 4       | 22 janvier   | ABBA              | Money, Money, Money           |
| 5       | 29 janvier   | ABBA              | Money, Money, Money           |
| 6       | 5 février    | Gérard Lenorman   | Voici les clés                |
| 7       | 12 février   | Gérard Lenorman   | Voici les clés                |
| 8       | 19 février   | Gérard Lenorman   | Voici les clés                |
| 9       | 26 février   | La Bande à Basile | Les Chansons françaises       |
| 10      | 5 mars       | La Bande à Basile | Les Chansons françaises       |
| 11      | 12 mars      | La Bande à Basile | Les Chansons françaises       |
| 12      | 19 mars      | La Bande à Basile | Les Chansons françaises       |
| 13      | 26 mars      | La Bande à Basile | Les Chansons françaises       |
| 14      | 2 avril      | La Bande à Basile | Les Chansons françaises       |
| 15      | 9 avril      | La Bande à Basile | Les Chansons françaises       |
| 16      | 16 avril     | La Bande à Basile | Les Chansons françaises       |
| 17      | 23 avril     | La Bande à Basile | Les Chansons françaises       |
| 18      | 30 avril     | Demis Roussos     | Mourir auprès de mon amour    |
| 19      | 7 mai        | Demis Roussos     | Mourir auprès de mon amour    |
| 20      | 14 mai       | Marie Myriam      | L'Oiseau et l'Enfant          |
| 21      | 21 mai       | Marie Myriam      | L'Oiseau et l'Enfant          |
| 22      | 28 mai       | Marie Myriam      | L'Oiseau et l'Enfant          |
| 23      | 4 juin       | Marie Myriam      | L'Oiseau et l'Enfant          |
| 24      | 11 juin      | Marie Myriam      | L'Oiseau et l'Enfant          |
| 25      | 18 juin      | Marie Myriam      | L'Oiseau et l'Enfant          |
| 26      | 25 juin      | Marie Myriam      | L'Oiseau et l'Enfant          |
| 27      | 2 juillet    | Marie Myriam      | L'Oiseau et l'Enfant          |
| 28      | 9 juillet    | Michel Sardou     | Dix ans plus tôt              |
| 29      | 16 juillet   | Michel Sardou     | Dix ans plus tôt              |
| 30      | 23 juillet   | Laurent Voulzy    | Rockollection                 |
| 31      | 30 juillet   | Laurent Voulzy    | Rockollection                 |
| 32      | 6 août       | Laurent Voulzy    | Rockollection                 |
| 33      | 13 août      | Laurent Voulzy    | Rockollection                 |
| 34      | 20 août      | Laurent Voulzy    | Rockollection                 |
| 35      | 27 août      | Laurent Voulzy    | Rockollection                 |
| 36      | 3 septembre  | Laurent Voulzy    | Rockollection                 |
| 37      | 10 septembre | Laurent Voulzy    | Rockollection                 |
| 38      | 17 septembre | Laurent Voulzy    | Rockollection                 |
| 39      | 24 septembre | Boney M           | Ma Baker                      |
| 40      | 1er octobre  | Boney M           | Ma Baker                      |
| 41      | 8 octobre    | Santa Esmeralda   | Don't let me be misunderstood |
| 42      | 15 octobre   | Santa Esmeralda   | Don't let me be misunderstood |
| 43      | 22 octobre   | Santa Esmeralda   | Don't let me be misunderstood |
| 44      | 29 octobre   | Michel Sardou     | La Java de Broadway           |
| 45      | 5 novembre   | Michel Sardou     | La Java de Broadway           |
| 46      | 12 novembre  | Michel Sardou     | La Java de Broadway           |
| 47      | 19 novembre  | Michel Sardou     | La Java de Broadway           |
| 48      | 26 novembre  | Michel Sardou     | La Java de Broadway           |
| 49      | 3 décembre   | Michel Sardou     | La Java de Broadway           |
| 50      | 10 décembre  | Michel Sardou     | La Java de Broadway           |
| 51      | 17 décembre  | Adriano Celentano | Don't Play That Song          |
| 52      | 24 décembre  | Adriano Celentano | Don't Play That Song          |
| 53      | 31 décembre  | Adriano Celentano | Don't Play That Song          |